# Главы Салехарда
Список глав города Салехард XX—XXI веках.
Город с 27 ноября 1938 года.

## 1-й секретарь горкома КПСС
- Зенков-Чучумаев Александр Тихонович (1941—1945)
- Падалкин Пётр Прохорович (1980—1987)
- Артеев Валерий Деомидович (-1990-)

## Председатель горсовета, горисполкома

### Председатель горисполкома
- Гаврюшин Михаил Андреевич (?) — первый председатель Обдорского волисполкома
- Королёв Иван Владимирович (?)
- Пермяков Кузьма Кириллович (1935 — апрель 1936 †) — пред. поссовета
- Зенков-Чучумаев Александр Тихонович (27 ноябрь 1938 — 28 декабрь 1939) — пред. горсовета
- Давыдов Сергей Фёдорович (28 декабря 1939 — 14 июня 1945)
- Лобастов Иван Фёдорович (14 июня 1945 — 15 апреля  1946)
- Заложных Павел Дмитриевич (30 января — 25 июня 1946)
- Мальков Андрей Григорьевич (25 июня — 18 октября 1946)
- Мингалёва Серафима Петровна (18 октября 1946 — 25 декабря 1947)
- Зеленин Анатолий Васильевич (25 декабря 1947 — 25 августа 1948)
- Луньков Николай Васильевич (25 августа 1948 — 1 сентября 1951)
- Харламов Николай Николаевич (12 сентября 1951 — 9 августа 1954)
- Ниценко Александр Сергеевич (9 августа 1954 — 21 марта 1955)
- Сандалов Николай Иванович (22 марта 1955 — 26 декабря 1958)
- Филиппов Андрей Фёдорович (21 января 1959 - 13 июля 1959)
- Филиппов Андрей Фёдорович (21 января — 13 июля 1959)
- Табаченко Константин Иванович (18 июля 1959 — 14 марта 1961)
- Тарасов Михаил Иванович (14 марта — 5 сентября 1961)
- Сандалов Николай Иванович (5 сентября 1961 — 12 февраля 1968)
- Чапаев Николай Иванович (февраль 1968 — 7 января?февраля 1971)
- Шнягин Николай Фёдорович (7 января?февраля 1971 — 18 февраля 1975)
- Корчагин Евгений Александрович (18 февраля 1975 — 20 марта 1981)
- Бородко Василий Ефимович (20 марта 1981 — 3 ноября 1989)
- Степанченко Валерий Иванович (3 ноября 1989 - 17 апреля 1990)
- Ионов Александр Викторович (17 апрель 1990 — 2 декабря  1991)

## Главы города
- Артеев Владимир Деомидович (3 декабрь 1991 — 28 июня 1993 †)
- Артеев Валерий Деомидович (16 сентября 1993 — 10 августа 1994)
- Кочерга Иван Николаевич (10 август 1994 — 13 январь 1997)
- Демченко Олег Васильевич (31 марта 1997 — 3 апреля  2000)
- Спирин Александр Михайлович (17 сентября 2000 — 2009) - до 2014 председатель гордумы
- Линк Юрий Александрович (2009–2012) - глава администрации
- Кононенко, Иван Леонидович (2012–2019) - до 2015 глава администрации
- Титовский, Алексей Леонидович (15 октября 2019 – н. в.)